# Adreppus nutans
Adreppus nutans är en insektsart som först beskrevs av Carl Stål 1878.  Adreppus nutans ingår i släktet Adreppus och familjen gräshoppor. Inga underarter finns listade i Catalogue of Life.